# Thomas Léonard
Thomas Léonard (Metz, 28 agosto 1981) è un arbitro di calcio francese.

## Carriera
Nato in Francia nel 1981, arbitra per la prima volta una partita di calcio nel 2008, nello specifico una gara di Division Nationale, la massima serie del campionato lussemburghese di calcio.
Nella stagione 2008-2009 arbitra una partita di Coppa di Francia e nel 2009 inizia ad arbitrare in Championnat National, mantendendo il ruolo fino al 2017.
Nel mentre, nel 2011 dirige una singola gara di Ligue 1 tra Montpellier e Rennes e la stagione successiva entra a far parte anche del corpo arbitrale della Ligue 2.
Nel 2017, a distanza di sei anni dal debutto, viene ufficialmente promosso in Ligue 1.